# Брасемпу
Брасемпу (фр. Brassempouy) насеље је и општина у југозападној Француској у региону Аквитанија, у департману Ланд која припада префектури Дакс.
По подацима из 2011. године у општини је живело 293 становника, а густина насељености је износила 27,33 становника/km². Општина се простире на површини од 10,72 km². Налази се на средњој надморској висини од 120 метара (максималној 131 m, а минималној 35 m).

## Демографија
| 1962. | 1968. | 1975. | 1982. | 1990. | 1999. | 2011. |
| ----- | ----- | ----- | ----- | ----- | ----- | ----- |
| 307   | 332   | 309   | 291   | 279   | 267   | 293   |

График промене броја становника у току последњих година
- La « Dame à la capuche »
- Nucléus – Paléolithique supérieur – Brassempouy -Muséum de Toulouse
- Lame – Paléolithique supérieur - Brassempouy, - Muséum de Toulouse
- Burin -Paléolithique supérieur - Brassempouy - Muséum de Toulouse